# مارسيلو روبليدو
مارسيلو روبليدو (بالإسبانية: Marcelo Robledo) هو مدرب كرة قدم ولاعب كرة قدم بوليفي وأرجنتيني في مركز حراسة المرمى، ولد في 12 مارس 1978 في سانتا في في الأرجنتين. لعب مع ذي سترونغيست ونادي بوليفار ونادي سان خوسيه.

## وصلات خارجية
- مارسيلو روبليدو على موقع قاعدة بيانات كرة القدم.إي يو (الإنجليزية)
- مارسيلو روبليدو على موقع Soccerway.com (الإنجليزية)